# Zračnotransportne enote
Zračnotransportne enote so posebne vojaške enote, ki so izurjene in opremljene za zračni prevoz do bojišča ali njegove bližine.